# Douce Audrina : l'enfant sans passé
 (septembre 2020).
Si vous disposez d'ouvrages ou d'articles de référence ou si vous connaissez des sites web de qualité traitant du thème abordé ici, merci de compléter l'article en donnant les références utiles à sa vérifiabilité et en les liant à la section « Notes et références ».

Douce Audrina : l'enfant sans passé est un téléfilm américain réalisé en 2016 par Mike Rohl. Il s'agit de l'adaptation cinématographique du roman de la romancière américaine Virginia C. Andrews intitulé Ma douce Audrina (My Sweet Audrina).

## Synopsis
Audrina grandit sans jamais sortir de la maison familiale. Elle porte le même prénom que sa sœur, assassinée dans les bois à l'âge de 9 ans. Hantée par des cauchemars, elle va progressivement découvrir la vérité qui entoure la mort de sa grande sœur. 

## Distribution

### Distribution
- India Eisley : (VF : Léopoldine Serre)  Audrina Adare[1]
- William Moseley : Arden Lowe[1]
- James Tupper : Damian Jonathan Adare[1]
- Tess Atkins : Vera
- Kirsten Robek : Lucietta Adare
- Jennifer Copping : Ellsbeth
- Kacey Rohl : Vera 15 ans
- Farryn VanHumbeck : Audrina 12 ans
- Matthew Kevin Anderson : Lamar Rensdale
- Seth Isaac Johnson : Arden 15 ans
- Imogen Tear : Audrina 9 ans
- Hannah Cheramy : Vera 11 ans
- Cory Gruter-Andrew : Arden 11 ans